# Alopecosa kalahariana
Alopecosa kalahariana este o specie de păianjeni din genul Alopecosa, familia Lycosidae, descrisă de Roewer, 1960.
Este endemică în Botswana. Conform Catalogue of Life specia Alopecosa kalahariana nu are subspecii cunoscute.